# Oenopota triphera
Oenopota triphera é uma espécie de gastrópode do gênero Oenopota, pertencente a família Mangeliidae.